# Nagórnoie (Krasnoiarsk)
|  | Per a altres significats, vegeu «Nagórnoie». |

Nagórnoie (en rus: Нагорное) és un poble del krai de Krasnoiarsk, a Rússia, segons el cens del 2017 tenia 339 habitants. Pertany al districte municipal d'Aguínskoie.